# Памятник юным героям (Лубны)
Памятник юным героям (Памятник Боре Гайдаю, Ване Сацкому и Толе Буценко) — памятник пионерам Великой Отечественной войны в городе Лубны, Украина.

## История
Во время Великой Отечественной войны немецко-фашистские войска захватили в сентябре 1941 года город Лубны. Патриоты города и родины оказывали им героический отпор. Так навечно бессмертными остались имена юных пионеров — Бориса Гайдая, Ивана Сацкого и Анатолия Буценко. Работая в местном железнодорожном депо, они 27 января 1943 года направили исправный немецкий паровоз в ненаведённый поворотный круг, и паровоз упал в яму. В результате двенадцать отремонтированных паровозов не вышли на пути, а десять других, требовавших ремонта, остались перед поломанным поворотным кругом. Лубенское депо на длительное время вышло из строя. Оккупанты схватили пионеров и после жестоких пыток казнили.

## Описание
Монумент установлен в 1959 году городском парке имени Донченко. Скульптор — Е. Е. Горбань, архитектор — С. К. Килессо.
Представляет собой постамент из серного гранита с тремя бронзовыми фигурами юных героев (высота 2 метра, ширина 1,8 метра) на бронзовом основании общей высотой 4,83 метра, установленный у цельной гранитной глыбы. На лицевой части постамента высечены слова: «Юним героям Борi Гайдаю, Ванi Сацькому, Толi Буценко, якi загинули в боротьбi з фашистскими загарбниками.» На боковой его части постамента написано: «Вiчна слава героям, що полегли в боях за честь i незалежнiсть нашої Батькiвщини».

## Память
- В СССР трём пионерам-героям была посвящена открытка из серии «Советские пионеры-герои» (на украинском языке), выполненной украинским художником Ефимом Кудей (укр. Юхим Кудь; Киев, 1985 год).[6]
- Также в 1988 году их честь был выпущен конверт почты СССР.[7]